# Airbus Helicopters H225M Caracal
Pour les articles homonymes, voir Caracal (homonymie).
L'Airbus Helicopters H225M Caracal est un hélicoptère de transport militaire fabriqué par Airbus Helicopters (anciennement Eurocopter) et dernière évolution de la famille des SA.330 Puma / AS332 Super Puma / AS532 Cougar. Il porte le nom de Caracal (ex-EC725) dans l'Armée de l'air française et l'aviation légère de l'Armée de terre (ALAT). La version civile est baptisée H225 Super Puma.

## Historique

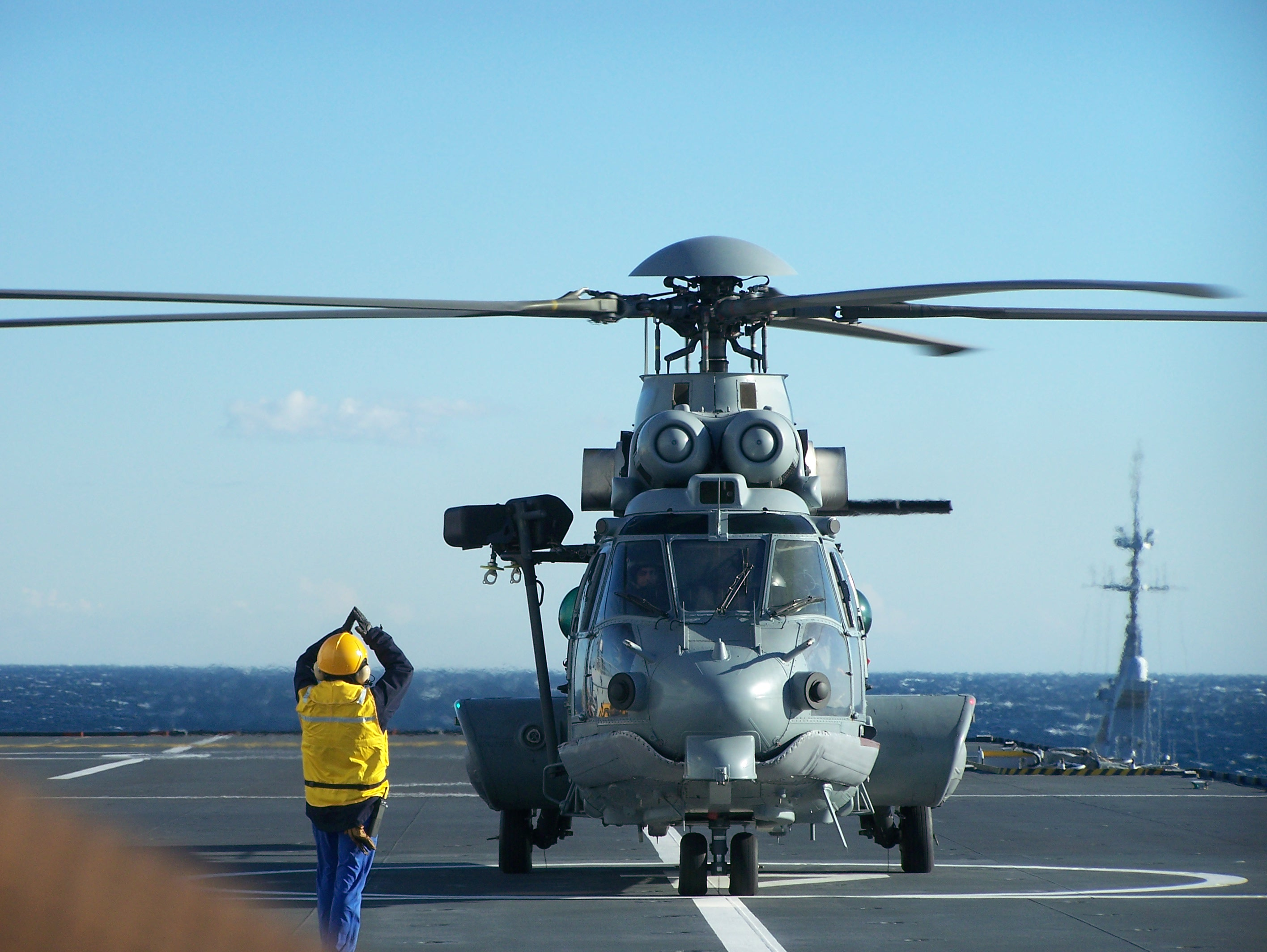
Un Caracal au décollage du porte-hélicoptères amphibie Mistral.

La dernière évolution de la famille des bimoteurs de la classe des 11 tonnes fut développée, à la fin des années 1990, à la demande des militaires, dans un premier temps, pour répondre au besoin de disposer d'une machine moderne pour mener à bien les missions recherche et sauvetage au combat (RESCo) de l'Armée de l'air. Le premier vol s'effectua en novembre 2000. Les événements du 11 septembre 2001 précipitèrent les choses et le Caracal EC725 se destina rapidement à un emploi nettement plus large auprès de toutes les Forces spéciales françaises où l'appareil prit alors le sigle complémentaire de HUS (hélicoptère unités spéciales).
Sur la base du Cougar MK2, tout avait donc été repensé pour proposer un hélicoptère quasiment nouveau pouvant évoluer en milieux hostiles, aussi bien au niveau climatique que lors des engagements au combat. Outre la motorisation, les éléments dynamiques, l'avionique et l'optronique sont revus, l'emport en soute fut également augmenté, avec la possibilité d'embarquer 29 passagers. La cabine blindée, des systèmes d'auto-protection furent aussi installés ainsi que, pour l’Armée française, deux mitrailleuses FN MAG en calibre 7,62 mm positionnées en sabord de chaque côté de l'appareil. Depuis, des armes plus puissantes peuvent-être embarquées ; des mitrailleuses M3M, dérivées de la Browning M2 de calibre 12,7 mm, en 2017, puis le canon SH-20 de 20 mm de Nexter, en 2018.

## Caractéristiques

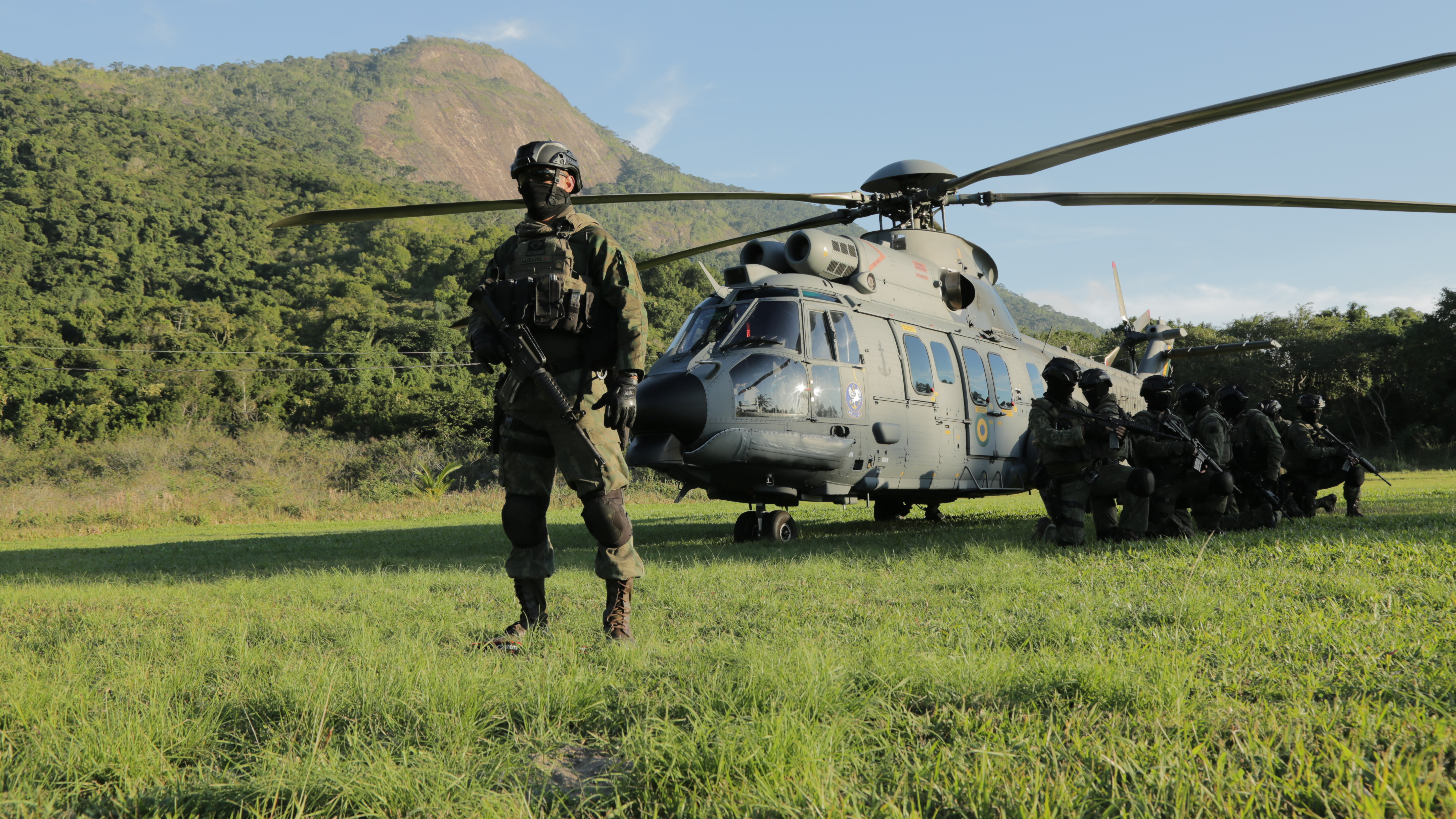
Le Caracal peut emporter jusqu’à 28 commandos ou 10 civières pour l’évacuation sanitaire, sa vitesse maximale est de 325 km/h avec 285 km/h en vitesse de croisière.

Il se distingue par un rotor principal de type sphériflex à cinq pales. Sa cellule peut être en version courte ou allongée. Il peut être motorisé de deux manières : soit avec le turbomoteur Makila 2A ou soit avec le 2A1.
L'appellation civile de cet appareil est l'AS332 L1 et AS332 L2. L'AS332 L2 évolution du L1 se distinguant par un rotor principal de type sphériflex et un rotor arrière sphériflex à 4 pales, une motorisation plus puissante (Makila 2A de 2 140 ch) et une avionique plus moderne, écrans, navigation pilote automatique... L'AS332 L2 est très employé dans le domaine en mer pour les liaisons avec les plates-formes pétrolières. Il est conçu spécialement pour les missions de sauvetage au combat et de transport de troupes sur longue distance.
Sa version RESCO (recherche et sauvetage au combat) est opérationnelle depuis juin 2006.
Cet appareil très sophistiqué est le premier hélicoptère français équipé d'un système de blindage et d'autoprotection comprenant la détection radar des missiles. L'EC725 est également équipé d'une tourelle « imagerie infrarouge frontale » (acronyme FLIR en anglais) qui lui donne une capacité d'intervention nocturne et tout temps.
Une perche de ravitaillement en vol optionelle lui permet de voler 10 heures comme l'Armée de l'air française l'a démontré en conditions opérationnelles.
Il peut emporter jusqu’à 28 commandos ou 10 civières pour l’évacuation sanitaire, sa vitesse maximale est de 325 km/h avec 285 km/h en vitesse de croisière et il emporte les équipements suivants : 
- Avionique numérique de dernière génération gérée par un calculateur central CMA 9000.
- Pilote automatique 4 axes qui lui confère une excellente agilité.
- Equipements de radio-communications Thales
- Centrale inertielle
- Caméra infrarouge FLIR Safran Electronics & Defense destinée entre autres à l’observation tout temps de jour comme de nuit, à la surveillance ou encore à l’aide au pilotage.
- Système d’autoprotection complet avec un détecteur d’alerte radar, un détecteur d'arrivée missiles, un système de leurrage et de guerre électronique.

Les conditions d'engagement rustiques au Sahel amènent à changer fréquemment les moteurs Makila 2A1 dont l'Armée française est le seul utilisateur en 2014. Leur période d'emploi étant seulement de 60 à 100 h, au lieu des 3 000 h indiquées par le motoriste, et le coût de chaque opération d'entretien étant de 300 000 à 600 000 euros hors taxes. Leur consommation moyenne est de 800 litres de kérosène par heure de vol.

## Utilisateurs
Arabie saoudite

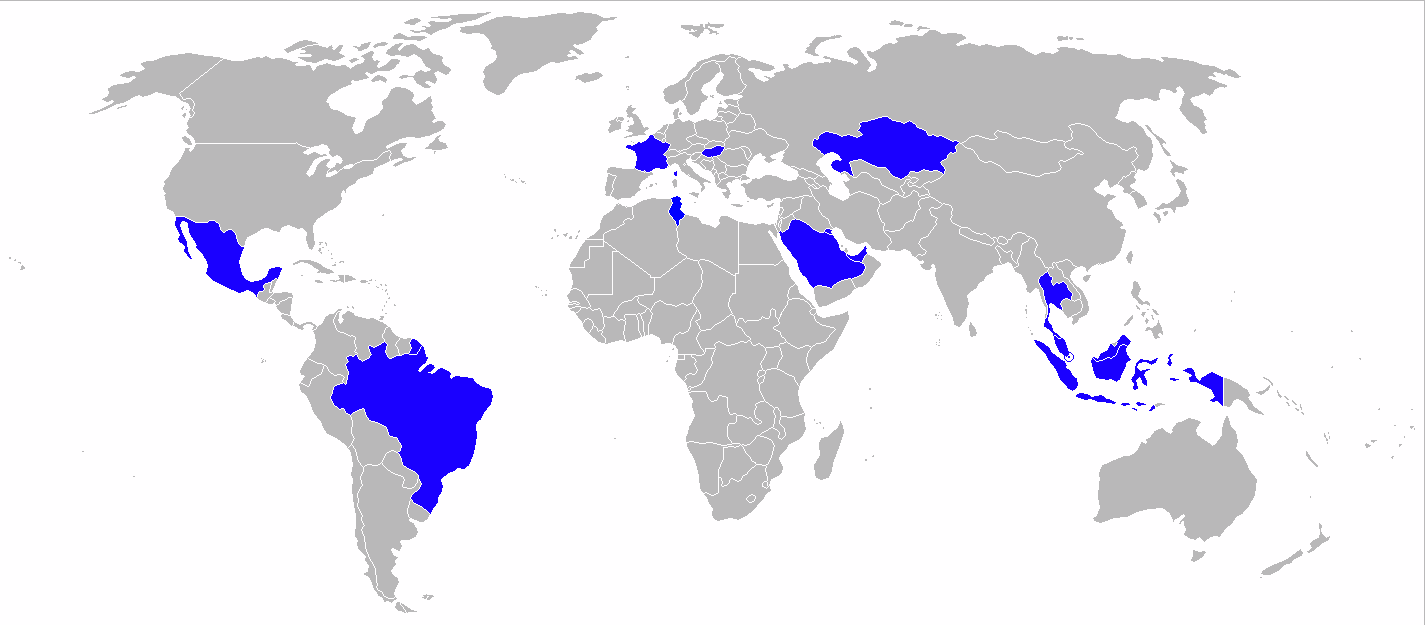
Carte des utilisateurs d'EC725.

- Force aérienne royale saoudienne : 11 en service[11]

 Brésil
Le gouvernement brésilien a annoncé en 2008 que l'usine Helibras (en) de Itajubá dans l'État du Minas Gerais, va produire au moins 50 exemplaires du plus moderne des Super Cougar (EC725). Le premier exemplaire, fabriqué en France (ainsi que les dix suivants) est entré en service actif en 2011. Le douzième, livré en juin 2014, est le premier fabriqué au Brésil.
- Force aérienne brésilienne : 18 commandés.
- Marine brésilienne : 16 commandés, 5 pouvant tirer deux missiles AM-39 Exocet[12].
- Commandement aérien de l'Armée de terre brésilienne : 16 commandés.

 France

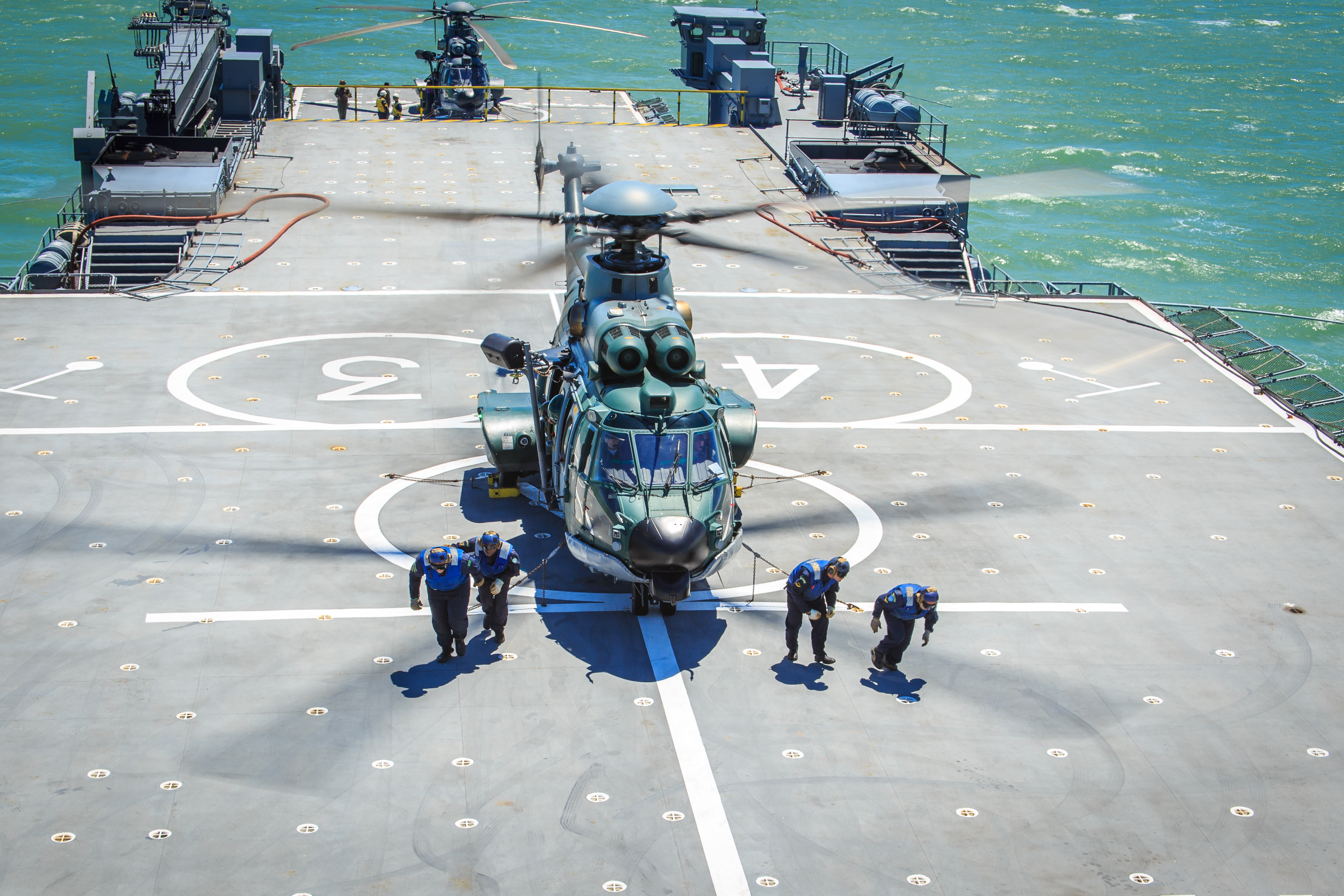
Un Caracal de la Marine brésilienne.

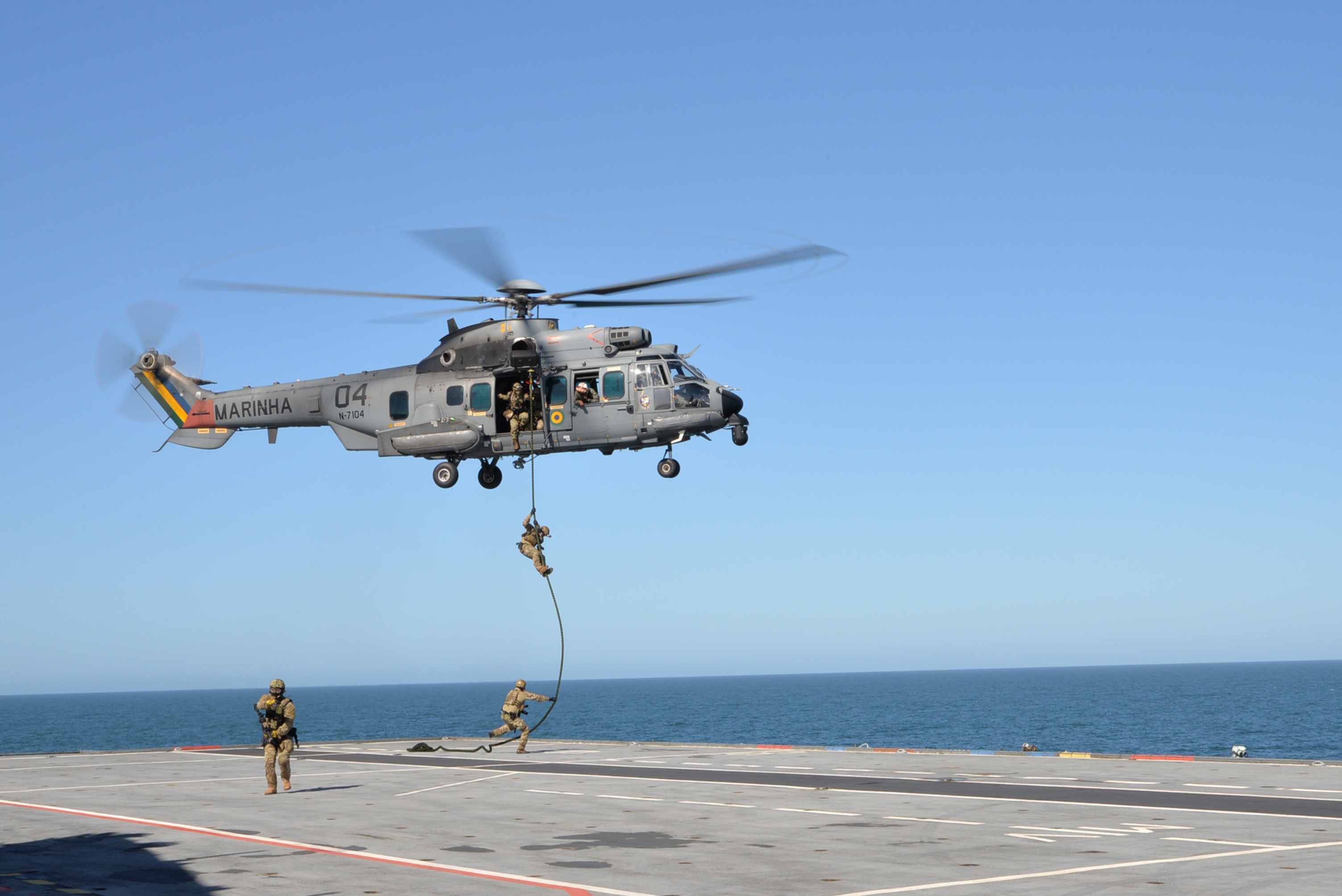
Un Caracal de la Marine brésilienne.

Le 19e à disposition, accidenté en 2014, sera remplacé par un appareil neuf commandé en 2019. Huit sont disponibles en 2024,. 
Huit H225M supplémentaires sont commandés en 2021, les deux premiers sont livrés en décembre 2024, débutant le remplacement des vingt-quatre hélicoptères Puma que l’AAE exploite depuis cinquante ans. Ils ont des capacités améliorées, avec l’intégration d’une caméra multi-spectrale de très haute résolution Euroflir 410M NG de Safran, d’un système d’augmentation par satellite [SBAS] GPS CMA5024, de deux phares orientables infrarouges, de nouvelles radios, de treuils électriques et d’une avionique modernisée.
- Armée de l'Air : 10 en service :
  - EH 1/67 Pyrénées Il devrait récupérer les huit Caracal du 4e Régiment d’Hélicoptères de Forces Spéciales [RHFS] de l’Aviation légère de l’armée de Terre [ALAT] dès que celui-ci commencera à recevoir les dix-huit NH-90 FS qui lui seront remis à partir de la mi-2025.
  - GAM 56 Vaucluse : 3 appareils[17]
- Aviation légère de l'Armée de terre : 8 en service pour les opérations spéciales. Ils seront remplacés par dix-huit NH-90 FS (début de livraison mi-2025)[18]
  - 4e RHFS
- Aéronautique navale : 0 en service. En 2013, 2 EC225 étaient basés à Lanvéoc-Poulmic pour le sauvetage en mer hauturier[19], reversé à l'Armée de l’air mi-2016 :
  - Flottille 32F

 Émirats arabes unis
- Force aérienne des Émirats arabes unis : 12 commandés le 3 décembre 2021[20],[21].

 Hongrie
- Force aérienne de Hongrie : 16 commandés le 14 décembre 2018 équipés du système d'armes HForce[22]. Les deux premiers sont livrés le 18 juillet 2023[23].

 Indonésie
- L'Armée de l'air indonésienne : 6 en service. 8 autres sont commandés le 9 janvier 2019[24].

 Kazakhstan
20 commandés dont 2 en version VIP pour le gouvernement.
 Koweït
Le Koweït a signé en août 2016 une commande de 30 hélicoptères Caracal à Airbus pour un montant supérieur à un milliard d'euros. Le contrat prévoit la formation des équipages, des mécaniciens, et la maintenance en condition opérationnelle pendant au moins deux ans et la construction de tous les appareils dans l'usine de Marignane. Le premier exemplaire aurait dû être livré fin 2018 et le dernier courant 2020, mais, après l’interruption du convoyage des deux premiers appareils en novembre 2019 en raison de problèmes de turbine, le contrat fut suspendu avant de reprendre en avril 2021.
- Force aérienne koweïtienne : 24 commandés[26].
- Garde nationale : 6 commandés[26].

 Malaisie
- Force aérienne royale malaisienne : Le gouvernement malaisien a signé pour l'acquisition de 12 appareils afin de remplacer ses Sikorsky S-61 Nuri vieillissants[30].

 Mexique
- Force aérienne mexicaine : 18 commandés[31].

 Pays-Bas
- Force aérienne royale néerlandaise : 12 appareils sont commandés en novembre 2024 pour remplacer ses 12 AS532 Cougar et seront livrés au 300e Escadron d’opérations spéciales, récemment réactivé, entre 2030 et 2032. Ils devraient servir aux opérations spéciales, mais aussi pour des « opérations terrestres et maritimes régulières », depuis la base aérienne de Gilze-Rijen. Le souhait initial portait sur 14 appareils, mais les spécifications demandées s’étant révélées plus coûteuses que prévu, la cible a été réduite[32].

 Thaïlande
- Force aérienne royale thaïlandaise : 4 appareils commandés en 2012 pour succéder à des Bell UH-1H[33] et réceptionnés en aout 2015[34]. Deux autres exemplaires commandés en 2014[35] ont été livrés en 2016[34]. 2 autres doivent l'être fin 2018, 4 commandés le 20 septembre 2018 doivent l'être d'ici 2021 portant la flotte à 12[36].

 Singapour
- Force aérienne de la république de Singapour : Seize appareils commandés en novembre 2016 en remplacement des AS332 Super Puma et potentiellement 34 Caracal en option pour arriver au nombre actuel de AS332 Super Puma en service[37]. Première livraison le 30 mars 2021[2].

 Irak
- Commande de douze appareils en 2024[38].

### Négociations en cours
Inde
Airbus Helicopters rejoint Mahindra Defence pour créer une coentreprise dans le cadre de plusieurs programmes d'hélicoptères pour les forces armées indiennes, dont un programme appelé RSH (Reconnaissance and Surveillance Helicopter) portant sur 200 appareils,.
 Maroc
Ce pays se dit intéressé.

### Échec des négociations
Pologne
Airbus Helicopters était en lice pour équiper l'Armée polonaise en hélicoptères de transport (50 EC725 Caracal prévus) et en appareils d'attaque (32 prévus, Airbus Helicopter propose le EC665 Tigre) pour un montant avoisinant 3 milliards d’euros. Les négociations compliquées à la suite du changement de gouvernement à l'automne 2015 portaient notamment sur les contreparties industrielles d'Airbus Helicopters en Pologne,. Le 4 octobre 2016, la Pologne annonce annuler les négociations avec Airbus,.

## Engagements

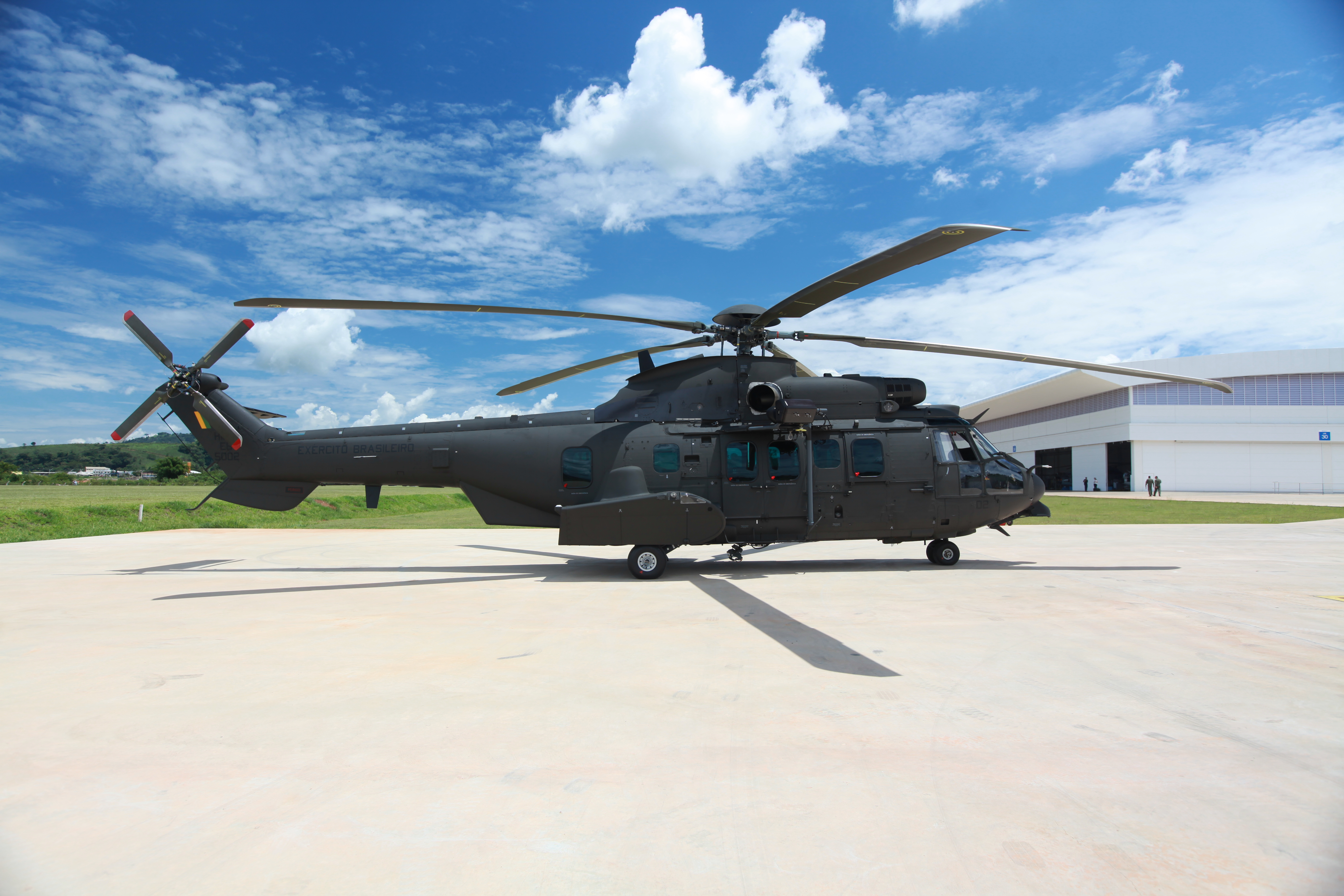
Un Caracal de l'Armée de terre brésilienne.

- Le Caracal a participé à l'opération Baliste d'évacuation de ressortissants au Liban pendant l'été 2006.
- À partir de fin 2006, et jusqu'au retrait des unités de combat françaises en Afghanistan, des Caracal ont été placés en alerte permanente à Kaboul, la capitale.
- Le 11 janvier 2013, quatre appareils de l'ALAT (appartenant au groupe aérien mixte 56 et au Commandement des opérations spéciales) ont participé à l’opération de sauvetage de Buulo Mareer, menée en Somalie par l’Armée française pour libérer Denis Allex, agent de la DGSE pris en otage par le groupe islamiste Al-Shabbaab[47].
- Le 29 novembre 2014 vers 21 h (heure française)[48], un Caracal du 4e régiment d'hélicoptères des forces spéciales de l'Armée de terre appartenant à l'opération Barkhane, s'est écrasé au Burkina Faso lors d'un entraînement de nuit, tuant un militaire français, l'adjudant Samir Bajja[49], et blessant deux autres membres de l'équipage[50].

## Culture populaire
- Le Caracal est présent avec un équipage du CPA 10 dans le film Mission impossible : Fallout, où il amène l'antagoniste principal à Paris pour le remettre au RAID.